# قضاء الفهود
قضاء الفهود أحد أقضية العراق التي تقع جنوب شرق محافظة ذي قار قرب نهر الفرات، ويسكنه ما يقارب واحداً وتسعين ألف نسمة بحسب أحصاء العام 2009م. يُعد القضاء منطقة زراعية. ويقع على طريق زائري مرقد الامام الحسين القادمين من محافظة البصرة متجهين إلى كربلاء حيث يقدم خدمات كبيرة للزائرين. ويوجد في القضاء ملعب لكرة القدم يستوعب حوالي الالف متفرج ويسمى ملعب الفهود المركزي.

## تسميتها
إما سبب تسمية الفهود بهذا الاسم فهو يعود إلى أمرين:
أولهما: نسبة إلى شيخ أو شخص يدعى فهد وهو أول شخص سكن المدينة.
ثانيهما: نسبة إلى كثرة حيوان الفهد في المنطقة آنذاك.

## الموقع والسكان
هي إحدى الأقضية التابعة إلى محافظة ذي قار وهي تبعد عن مركزها( الناصرية بنحو(65كم) شرقا وكذلك تبعد عن مركز قضاء الجبايش بنحو(35كم) غربا، تبلغ مساحة ناحية الفهود حوالي 571كم2 وتمثل نسبة 2|4% من مساحة محافظة ذي قار، إما بالنسبة لعدد سكانها فقد بلغ تعدادها حسب أخر تعداد لها زهاء (60000) إلف نسمة.
بدأت الفهود قرية صغيرة على الضفة اليمنى لنهر الحمّار وكانت تابعة لسوق الشيوخ حتى عام 1964 قبل إن تلحق إداريا إلى قضاء الجبايش. يوجد في هذه الناحية مركز صحي رئيس واحد وهو يضم ثلاثة أطباء من بينهم طبيبة نسائية وطبيبة أسنان و(40) منتسبا صحيا من الكادر الوسطي. تجهز الناحية بالماء الصافي من مشروع ماء الفهود الموحد الذي أؤسس عام 1977 والذي تبلغ طاقته الكلية (700) م3|يوم، ويبلغ استهلاك الفرد الواحد من الماء الصافي 194 لتر|فرد| يوم.
تتغذى الناحية بالطاقة الكهربائية الوطنية المركزية (خطوط الضغط العالي) بواسطة محولات ثانوية. يبلغ عدد المدارس الابتدائية فيها بحدود 19 مدرسة ابتدائية وثانويات عدد 2 ومتوسطات عدد(4) وروضة واحدة للأطفال.

## خلفية
كانت قبيلة السواري الحميرية تسكن منطقة الفهود قبل أكثر من 400 سنة ونتيجة للنزاع بينها وبين ال سعدون تمكنت أسرة ال سعدون من طردها وتشريدها وتشتيتها في مناطق مختلفة، وقبل الإشارة إلى أسباب الخلاف لابد إن نذكر موجز عن أصل ال سعدون هؤلاء، إن اسم (ال سعدون) هو لقب حديث نسبة إلى سعدون بن محمد بن مانع بن شبيب الذي ترأس على هذه الأسرة إما الحقيقي فهو اسم (ال شبيب) وشبيب جاء من الحجاز لأسباب مجهولة وحل بساحة قبائل الأجود وبني مالك وال سعيد في وقت كان القتال محتدما بين هؤلاء. وتوصل المتحاربون آنذاك إلى عقد مؤتمر صلح شرط إن يوضع حكم ليس من الإطراف الثلاثة فوقع الاختيار على أبو شبيب المذكور ورضى الكل به فأصبح رئيسا لمجلس الصلح وبقى هكذا حتى حدثت حادثة مفاجئة قتل فيها وبقى ابنه شبيب الذي أخذه بني مالك واحتضنوه واستمر حتى ولد له أربعة أولاد احدهم محمد وولد لمحمد ولدان احدهما سعدون الذي سميت أسرة ال شبيب باسمه واشتهرت بال سعدون حتى الآن وولد لسعدون ثامر ولثامر عشرة أولاد احدهم راشد ولراشد ولده ناصر الملقب بناصر باشا الذي يقول عنه ستيفن هيملسي لونكريك مايلي: كان ناصر باشا أخو منصور قد ساوم بعشيرته في 1866م -1283ه اغلي مساومة، فقد صار في عهد مدحت باشا الإله المصطفاة لتطبيع المنتفك حيث كان متصرف للواء البصرة عام 1874 ثم أسس مدينة الناصرية وقبل منصبا حكوميا عاليا إلا إن هذا التفريط في عشيرته قد ترك أثرا سيئا حيث قاد أخوه منصور وابنه سعدون جبهة المعارضة بينما كان ناصر باشا وابنه فالح ينفذون أوامر الحكومة في سياسة (العثمنة) ويقول جبار عبد الله ان نفوذ ال سعدون قد امتد خلال القرنين السابع عشر والثامن عشر بمساعدة الدولة العثمانية ولكنه انحسر هذا النفوذ نتيجة ظهور شيوخ بارزين لعشائر عبودة وربيعة وعشائر الجنوب الذي رفضوا الهيمنة الأجنبية وفرض الضرائب المجحفة. ويبدو إن قبيلة السواري من هذه القبائل التي اصطدم شيوخها مع آل سعدون للأسباب الأنفة الذكر فاضطر آل سعدون إن يبطشوا بها ويشردوا أهلها فنزح قسم من قبيلة السواري إلى الشطرة ويسمى فرع العشيرة هناك بني زيد ونزح قسم أخر من هذه العشيرة إلى منطقة المهناوية (السارية في الديوانية) وتسمى باسم ال فتلة ونزح قسم ثالث إلى هور الحويزة ولايزالون يسكنون إقليم الاحواز لحد الآن. وفي حوالي عام 1700م بدأت بعض الفروع من قبيلة بني خيكان بالسكن في المنطقة بعد انتشارها من منطقة سوق الشيوخ باتجاه ناحيتي الفهود والحمّار فكونت في المنطقة عشائر(إل إسماعيل، الفهود، آل حول، العمايرة، البوشامة) وغيرها. وبذلك تكون القبائل الخاقانية قد سكنت المنطقة بعد قبيلة السواري وكلتا العشيرتين ترجعان لأصل واحد ويرجع نسبهما إلى بني حمير وبالتحديد إلى الأسرة التي ملكت اليمن أيام المعتصم ونقصد بها أسرة ال جعفر وبنيه من بعده والتي ارتحلت بعض فروعها بعد سقوط الإمارة في اليمن في حوالي 505هـ واتجهوا إلى العراق حيث سكنوا أول مرة في حائل ثم نزحوا إلى العراق. وبني حمير هم ملوك اليمن، ويسمى ملك اليمن تبع وقد سقطت مملكة حمير على يد الأحباش ثم استعادها سيف بن ذي يزن في عام 575ه. وقد وفدت عليه وفود العرب لتهنئه باستعادة ملك أجداده. وبعد ظهور الإسلام أصبحت اليمن جزءا من الدولة الإسلامية وفي زمن المعتصم تمكن القائد جعفر أحد أجداد بني خيكان من انتشار إمارة حميرية في اليمن واستمرت هذه الإمارة لأكثر من قرنين ولكنها ضعفت بعد إن دب َ النزاع بين أبناء الأسرة المالكة مما أدى إلى تشتتها وتفرقها في البلاد العربية وقد نزح القسم الأكبر منها إلى منطقة حائل على الحدود العراقية السعودية وأقاموا لهم إمارة هناك. بعد ذلك تمكن قسم من آل رشيد من طرد إخوانهم آل راشد (2)( راشد جد بني خيكان) فنزحوا إلى العراق وسكنوا الفرات الأوسط وفي حوالي عام 1650م نزح الأمير راشد الثاني وبعض إخوانه وبني عمه وسكن منطقة سوق الشيوخ وتمكن من السيطرة على جزء كبير من أراضي المنطقة وأطلق على نفسه( خاقان العرب) أي امير العرب وكان ذلك خلال الحقبة العثمانية وقد أنجب راشد عدة أولاد ومنهم تكونت العشائر الخاقانية وكانت الدولة العثمانية تطلق ألقاب باللغة التركية على بعض الشخصيات البارزة مثل : باشا، بيك، خاقان، خيكان فكلمة خيقان أو خيكان تعني لقبا منح للأمير راشد باعتباره أكبر وأعظم شخصية ذات نفوذ بارز بين عشائر جنوب العراق وأول العشائر الخاقانية التي استوطنت على أكتاف نهر الفرات في ناحية الفهود هي( أبناء عامر، أبناء آل حول، أبناء فهد، أبناء البوشامة) الذين يعود نسبهم جميعا إلى الأب الأول راشد الملقب خاقان وخلال 300 عام تكاثروا في المنطقة وتفرعت عشائرهم إلى فروع أخرى واسر وبيوتات فتكونت منهم ناحية الفهود التي أسست بموجب المرسوم الجمهوري المرقم 432 في 3|81961 وكان أول مدير ناحية لها هو السيد عبد الأمير هداب علما بأن أول مركز شرطة أسس فيها هو في عام 1920 واختلفت الآراء عن أول مدرسة اكادمية فيها هل هي مدرسة الأحرار أم هي مدرسة الخزرجية حيث إن مدرسة الخزرجية أسست عام 1932 في حين لم يحدد بالدقة تاريخ تأسيس أول مدرسة.

## من أهالي القضاء
- عبد الأمير الحمداني وزير الثقافة في حكومة عادل عبد المهدي.[14]